# 4404 Enirac
A 4404 Enirac (ideiglenes jelöléssel 1987 GG) a Naprendszer kisbolygóövében található aszteroida. Maury, A. fedezte fel 1987. április 2-án.